# San Germano Vercellese (przystanek kolejowy)
San Germano Vercellese (wł. Stazione di San Germano Vercellese) – przystanek kolejowy w San Germano Vercellese, w prowincji Vercelli, w regionie Piemont, we Włoszech. Znajduje się na linii Turyn – Mediolan.
Według klasyfikacji RFI stacja ma kategorię brązową.

## Linie kolejowe
- Turyn – Mediolan